# Eugen Leviné
Eugen Leviné, född 10 maj 1883 i Sankt Petersburg, Kejsardömet Ryssland, död 5 juni 1919 i München, var en tysk-judisk revolutionär och politiker. Han ledde den bayerska rådsrepubliken 1919.

## Biografi
Eugen Leviné var son till en judisk köpman i Sankt Petersburg i Kejsardömet Ryssland|Ryssland. Fadern dog i förtid och modern emigrerade då med den treårige Eugen till Tyskland. Leviné kom att studera juridik vid universitetet i Heidelberg och Berlin och mötte där vänsterorienterade ryska emigranter. 1905 reste Leviné till Ryssland och deltog i revolutionen där, vartefter han häktades, förvisades till Sibirien och blev allvarligt misshandlad. Modern betalade 1908 lösen för Leviné, och han återvände till Tyskland året därpå.
Leviné studerade efter återkomsten till Tyskland nationalekonomi i Heidelberg och promoverades till filosofie doktor efter att ha lagt fram en avhandling med titeln Typen und Etappen in der Entwicklung gewerkschaftlich organisierter Arbeiter. Han blev även medlem i Tysklands socialdemokratiska parti (SPD) 1909. Under första världskriget tjänstgjorde Leviné som tolk i ett krigsfångeläger. 1915 tillhörde han de ledande inom Spartacusförbundet, och 1919 anslöt han sig till Tysklands kommunistiska parti (KPD).
Leviné skickades av KPD i Berlin till München i mitten av mars 1919. I München hade mordet på ministerpresidenten Kurt Eisner föranlett ökad politisk och social oro, och Leviné fick i uppdrag var att ta över ledningen för KPD i München samt partiorganet Münchner Rote Fahne. Den 6 april utropades den socialistiska bayerska rådsrepubliken och Leviné blev dess ledare sex dagar senare. Leviné initierade kommunistiska reformer, vilka bland annat innebar inrättandet av en röd armé samt expropriering av matförråd och överklassens bostäder. På förslag av Vladimir Lenin tog Leviné flera personer som gisslan, bland andra Gustav von Thurn und Taxis (1888–1919) och Hella von Westarp (1886–1919), som bägge tillhörde Thulesällskapet. Då den tyska rikspresidenten Friedrich Ebert gav order om att kuva rådsrepubliken avrättades de båda tillsammans med sex andra gisslan den 30 april 1919.
Den 3 maj tågade enheter ur tyska armén samt frikårer som Freikorps Epp och Marinebrigade Ehrhardt in i München och slog ned bayerska rådsrepubliken, varvid omkring 1 000 av dess anhängare dödades. Leviné dömdes till döden för högförräderi och arkebuserades i Stadelheimfängelset.